# Staré Těchanovice
Staré Těchanovice (in tedesco Alt Zechsdorf) è un comune della Repubblica Ceca facente parte del distretto di Opava, nella regione della Moravia-Slesia.